# 榮昌公主

榮昌公主（1582年—1647年），名朱轩媖，明朝公主，明神宗皇長女，母親孝端顯皇后王喜姐。

## 人物生平

### 出身
公主之父明神宗于万历六年（1578年）册封王喜姐为皇后，王皇后于万历九年（1582年）十二月四日生下公主，其时神宗17岁，王皇后16岁。公主为神宗第一女、嫡长女。因王皇后不得明神宗的喜爱，此后再未有生育，故公主是明神宗唯一的嫡出子女。

### 降嫁
万历二十四年（1596年）十二月，神宗册立皇长女朱軒媖为荣昌公主，为其选杨春元为驸马都尉。翌年（1597年）正月公主与驸马完婚，给驸马杨春元诰命。驸马之父杨继以子贵，封南城兵马司副指挥。杨春元为驸马，虽富贵仍尽心尽孝，坚守礼仪。公主拜见公婆时，一切都按古时礼仪，驸马坐在公主的右侧，婚後，荣昌公主生下五子：杨光夔、杨光皋、杨光旦、杨光益、杨光龙。

### 驸马逃归事件
万历三十二年（1604年），结婚8年的驸马与公主口角，惹公主父亲神宗大怒，传出谕旨责骂驸马。驸马竟弃荣华富贵，穿上庶民裝束小帽青衣，只乘坐二人小轿回到了原籍固安县（今河北省廊坊市固安县）。于是明神宗更怒，革其父的职位，让锦衣卫追赶驸马并伴驸马回京。三月三十日，驸马杨春元自行奉旨回京，有悔悟之意，明神宗于是让礼部宫伴送驸马到国子监交付给堂上官教授他礼仪百日。百日过后，驸马父子才得官复原职。
万历四十四年（1616年）七月，公主的婆婆李氏病逝，驸马极度伤心，竟七日不食，于七月九日去世，年仅35岁。朝廷赐驸马和驸马母祭葬。

### 明末劫难
万历四十八年（1620年），公主的母亲王皇后和父亲明神宗相继崩逝，异母弟朱常洛继位，即明光宗，年号泰昌。而明光宗在位仅月余便驾崩，侄子朱由校继位，即明熹宗。明熹宗于泰昌元年十一月辛亥封姑母荣昌公主为荣昌大长公主。
明末农民军进城，公主的五个儿子中有三个遇难，一个夭折了，入清后只剩下了一个儿子和十三个孙子。

### 余生
清军入京后，曾称要礼待明朝宗室，公主于是希望清廷安置她，并派人去收田租。但实际上她在京中的十余所大房产都被清廷征做军队的居地，自己和子孙被赶回丈夫老家固安县，昔日佃户亦恃强凌弱，拒不给租，反状告公主。
公主最终于顺治四年（1647年）在北京去世，享年65岁。随着公主过世，明神宗已无在世之子女。

## 家庭
- 父：明神宗朱翊钧（1563－1620）
- 母：孝端显皇后王喜姐（1564－1620）
- 异母弟（成年者）：明光宗朱常洛、福王朱常洵、瑞王朱常浩、惠王朱常润、桂王朱常瀛
- 异母妹（成年者）：寿宁公主朱轩媁
- 夫：杨春元（1582－1616）
- 子：
  - 长子：杨光夔（字允谐）－ 太子太师、左都督，进荣禄大夫
  - 次子：杨光皋（字允直）－ 后军都督府右都督，进荣禄大夫
  - 三子：杨光旦（字允谦）－ 中军都督府同知，进荣禄大夫
  - 四子：杨光益（字允烈）－ 前军都督府佥事
  - 五子：杨光龙（字允纳）－ 中府都督佥事，农民军进攻北京时遇难

## 轶事
- 明朝公主选驸马，多选貌美的庶民子弟，不许文武大臣的子弟候选。除去明早期以公主配功臣之后，其后多遵循此规。明宪宗长女仁和公主下嫁驸马齐世英以后，公主们都是下嫁给庶民。直到荣昌公主下嫁，驸马杨春元的祖父杨维璁曾任太仆卿，是正德辛巳年的科举状元，驸马才复选仕宦之家子弟[13]。
- 在明末诗人吴伟业以明光宗女宁德公主夫妇在明亡后的生活为主题所做的诗歌《萧史青门曲》中，提到荣昌公主识得崇禎帝生母刘淑女的模样，抱来崇祯的太子亲切叫他名字的事[14]。

## 脚注
1. ↑  《國榷》卷首之一 元潢
2. ↑  《明神宗实录》：万历二十四年十一月○敕礼部：册封朕长女荣昌公主。其选中驸马南城兵马司副指挥杨继男春元。成婚先期合用册诰仪仗及一应礼仪都依旧例行。
3. ↑  《明神宗实录》：万历二十四年十二月○礼部：荣昌公主婚礼择正月十五日午时上冠，十九日辰时上册。一应礼仪开坐上请报可。
4. ↑  《明神宗实录》：万历二十四年十二月○甲子给新选驸马杨春元诰命
5. ↑  《明神宗实录》卷三百九十四：庚辰大学士沈一贯等言：今日该文书官刘宣传出圣谕：朕览东厂所奏事件，驸马杨春元不知何故于二十八日小帽青衣朝府门行礼毕，坐用二人小轿回原籍固安县去。讫驸马何官，不奉明旨擅自离任，狂肆无礼，即差锦衣衞官赶伴回京，奏请定夺。伊父教子无方，教习部官鲍应鳌训示安在都，禠职为民，卿等可传示遵行。钦此。
6. ↑  《明神宗实录》卷三百九十四：锦衣衞千户李如林奏访：驸马杨春元已于三月三十日回府奉旨。杨春元今既自行来京还府，显有畏惧省悟之意。姑着礼部宫伴送国子监交付堂上官教习礼仪百日。具奏。
7. ↑  《明神宗实录》卷三百九十四：甲申○礼部署部事侍郎李廷机奏：驸马杨春元悔过读书，胄监之钦期已满。圣意之释然可知。惟是部臣鲍应鳌原任兵部武选司主事，去年差往江西。虽调仪制补，教习实未到任。乞免溺职之罚。诏杨春元复任朝参回府居住。
8. ↑  谈迁 - 《枣林杂俎》：驸马都尉杨春元……母丧，七日不食，衣不解带者三月，竟羸瘠而亡
9. ↑  《明神宗实录》卷五百五十一 ○予驸马都尉杨春元祭葬、卷五百五十六 ○予驸马杨春元母祭葬。
10. ↑  《明神宗实录》：泰昌元年十一月 ○辛亥赐瑞王桂王惠王各银一千两，彩二十表里。瑞安大长公主银一百两，紵丝四表里。进封荣昌公主为荣昌大长公主。寿宁公主为寿宁大长公主。
11. ↑  《明清史料》丙编第三本，《荣昌大长公主揭帖》，顺治二年三月初八日到；又，《荣昌大长公主揭帖》，顺治二年十二月二十四日到。
12. ↑  见上
13. ↑  《万历野获编》【公主下嫁贵族】本朝公主，俱选庶民子貌美者尚之，不许文武大臣子弟得预，为虑甚远。……此后则宪宗长女仁和公主下嫁齐世英，为尚宝卿齐佑子，佑亦进鸿卿奉朝请，用周颙故事也。其后公主出降，例皆白屋，直至今上长女荣昌公主选尚驸马都督杨春元，为故太仆卿维璁孙，正德辛巳状元也，始复为衣冠之族云。荣昌为中宫王氏出。
14. ↑  外家肺腑数尊亲。神庙荣昌主尚存。话到孝纯能识面。抱来太子辄呼名。